# Liquid Tension Experiment 2
Liquid Tension Experiment 2 utkom juni 1999 och är det amerikanska progressiv metal-bandet Liquid Tension Experiments andra studioalbum, utgivet av skivbolaget Magna Carta Records. Musikstilen på albumet kan klassas som progressiv metal/instrumental rock/jazz fusion.

## Låtförteckning
| Nr           | Titel                   | Längd    |
| ------------ | ----------------------- | -------- |
| 1.           | "Acid Rain"             | 6:36     |
| 2.           | "Biaxident"             | 7:40     |
| 3.           | "914"                   | 4:01     |
| 4.           | "Another Dimension"     | 9:50     |
| 5.           | "When The Water Breaks" | 16:58    |
| 6.           | "Chewbacca"             | 13:35    |
| 7.           | "Liquid Dreams"         | 10:48    |
| 8.           | "Hourglass"             | 4:25     |
| Total längd: | Total längd:            | 01:13:55 |

Alla låtar skrivna av Liquid Tension Experiment.

## Medverkande
Liquid Tension Experiment
- Tony Levin – basgitarr, Chapman Stick
- Mike Portnoy – trummor, percussion
- John Petrucci – gitarr
- Jordan Rudess – keyboard

Produktion
- Liquid Tension Experiment – producent
- Chris Cubeta, Pat Thrall, Spyros Poulos, Kosaku Nakamura – ljudtekniker
- Kevin Shirley – ljudmix
- Rich Alvy – assisterande ljudmix
- Leon Zervos – mastering
- Paul La Raia – foto